# Crosskeya longicornis
Crosskeya longicornis là một loài ruồi trong họ Tachinidae.